# 한국여자프로농구 1999 여름리그
한빛은행배 한국여자프로농구 1999 여름리그는 한국여자프로농구의 세 번째 시즌이다. 1999년 7월 17일부터 8월 26일까지 영천, 삼천포, 광주에서 진행되었다. 일본의 재팬에너지 JOMO 선플라워즈와 중국의 요녕 여자 농구단, 대만의 대만 여자 농구 올스타 세 팀이 초청팀으로 참가하였다.

## 변경된 점
- 한국여자농구연맹은 5월 1일부터 연봉제를 실시키로 하고 전체 선수들의 연봉 합계(샐러리캡)는 4억 5천만원으로 결정했다. 또 선수 연봉의 하한선을 1천 500만원으로 정하면서 신인선수 선발을 위한 트라이아웃 및 드래프트를 실시키로 했다.[1]

## 정규리그
정규리그는 1999년 7월 17일 개막하였으며, 8월 22일까지 진행되었다.
| 순위 | 팀                         | 경기 | 승 | 패 | 승차 | 참가 자격 및 강등  |
| ---- | -------------------------- | ---- | -- | -- | ---- | ------------------ |
| 1    | 삼성생명 페라이온          | 15   | 13 | 2  | —    | 챔피언 결정전 진출 |
| 2    | 청주 현대 하이페리온       | 15   | 12 | 3  | 1    | 챔피언 결정전 진출 |
| 3    | 신세계 쿨캣                | 15   | 6  | 9  | 7    |                    |
| 4    | 국민은행 빅맨              | 15   | 6  | 9  | 7    |                    |
| 5    | 춘천 한빛은행 한새         | 15   | 5  | 10 | 8    |                    |
| 6    | 재팬에너지 JOMO 선플라워즈 | 5    | 3  | 2  | 5    |                    |
| 7    | 대만 여자 농구 올스타      | 5    | 0  | 5  | 8    |                    |
| 8    | 요녕 여자농구단            | 5    | 0  | 5  | 8    |                    |

1. 1 2  신세계 쿨캣이 상대전적 우세 (2-1)

## 챔피언 결정전
챔피언 결정전은 1999년 8월 25일에 개막했으며, 8월 26일까지 진행되었다.
| 1999년 8월 25일 14:00 |

| 기록 |

| 삼성생명 페라이온 99, 현대 하이페리온 75           |  |  |  |                                                           |
| 쿼터 별 점수: 30-22, 29-31, 16-19, 24-16           |  |  |  |                                                           |
| 득점: 왕수진 27 리바운드: 박정은 11 도움: 이미선 7 |  |  |  | 득점: 김영옥 19 리바운드: 옥은희, 임순정 9 도움: 전주원 9 |
| 삼성생명 우위, 1-0                                 |  |  |  |                                                           |

| 1999년 8월 26일 14:00 |

| 기록 |

| 현대 하이페리온 74, 삼성생명 페라이온 91                  |  |  |  |                                                    |
| 쿼터 별 점수: 18-31, 9-22, 20-17, 27-21                   |  |  |  |                                                    |
| 득점: 김영옥 24 리바운드: 전주원, 옥은희 6 도움: 전주원 9 |  |  |  | 득점: 정은순 28 리바운드: 정은순 14 도움: 박정은 7 |
| 삼성생명 시리즈 승리, 2-0                                 |  |  |  |                                                    |

## 수상

### 정규리그 시상

#### 통계에 의한 부문
| 부문       | 선수                       | 기록    |
| ---------- | -------------------------- | ------- |
| 득점상     | 정은순 (삼성생명 페라이온) | 23.73점 |
| 3점 야투상 | 박명애 (현대 하이페리온)   | 51.46%  |
| 자유투상   | 이언주 (신세계 쿨캣)       | 95.38%  |
| 리바운드상 | 장선형 (신세계 쿨캣)       | 13.07개 |
| 어시스트상 | 전주원 (현대 하이페리온)   | 7.93개  |
| 스틸상     | 박정은 (삼성생명 페라이온) | 3.13개  |
| 블록상     | 이종애 (한빛은행 한새)     | 3.40개  |

#### 투표에 의한 부문
| 상             | 수상자                     |
| -------------- | -------------------------- |
| 정규리그 MVP   | 정은순 (삼성생명 페라이온) |
| 우수수비선수상 | 장선형 (신세계 쿨캣)       |
| 식스우먼상     | 강지숙 (현대 하이페리온)   |
| 모범선수상     | 장선형 (신세계 쿨캣)       |
| 지도상         | 정태균 (삼성생명 페라이온) |
| 우수선수상     | 전주원 (현대 하이페리온)   |

- WKBL 베스트 5
  - G 이미선, 삼성생명 페라이온
  - G 전주원, 현대 하이페리온
  - F 박정은, 삼성생명 페라이온
  - F 장선형, 신세계 쿨캣
  - C 정은순, 삼성생명 페라이온